# Twee bladvormen
Twee bladvormen is een beeld in Amsterdam Nieuw-West.
De twee bronzen bladeren staan op twee stalen palen en zijn ontworpen door kunstenares Egbertje Kiewit. Het kunstwerk staat al sinds 1982 aan de noordpunt van het Sloterpark, maar valt eigenlijk nauwelijks op. Dit komt mede doordat de ingang van het nabijgelegen Sloterparkbad aan de President Allendelaan werd geprojecteerd, waardoor ter plaatse nauwelijks verkeer was. In 2014/2015 kreeg het zwembad ook een toegangsweg voor voetgangers en fietsers vanuit de aanpalende woonwijk Noorderhof, waardoor er meer reuring ontstond. Het kunstwerk staat net ten noorden van brug 2413 naar en van genoemd zwembad.
De kijker wordt uitgenodigd het beeld rondom te bekijken; het geeft vanuit diverse standpunten andere vormen, zo omschrijft de gemeente Amsterdam het.